# Жуковець Юрій Володимирович
Ю́рій Володи́мирович Жукове́ць — капітан Збройних сил України, учасник російсько-української війни, що відзначився в ході російського вторгнення в Україну. Герой України (2024).

## Життєпис
Народився у м. Радехів на Львівщині.
Здобув вищу освіту в університеті внутрішніх справ, паралельно вчився на військовій кафедрі. У 2020 році надано звання молодшого лейтенанта.
У мирному житті займався нерухомістю й мав власну агенцію.
З початком російського вторгнення в Україну у березні 2022 добровольцем вступив до Збройних сил України. Спершу служив у 216 батальйоні 125-ї окремої бригади територіальної оборони, де був командиром взводу.
Пізніше — командиром розвідки взводу в 202 батальйоні 103-ї окремої бригади територіальної оборони. Відзначився своєю професійністю та рішучими діями на передовій, проявивши надзвичайну відвагу у надскладних бойових умовах.
На Курщині частина роти, якою командував воїн, потрапила у засідку, а самого Юрія впритул обстріляв російський військовий — з відстані 10 метрів. Влучив у ноги, руку та живіт, але жодна з куль не влучила в життєво важливі органи. Попри п'ять кульових поранень йому вдалось евакуювати особовий склад.
Коли йому присвоїли звання Герой України, перебував на лікуванні в Київській обласній клінічній лікарні.

## Нагороди
- Звання Герой України з врученням ордена «Золота Зірка» (5 жовтня 2024) — за особисту мужність і героїзм, виявлені у захисті державного суверенітету та територіальної цілісності України, самовіддане служіння Українському народові.[7]
- Нагрудний знак «Хрест хоробрих» головнокомандувача ЗСУ
- Нагрудний знак «Срібний хрест» головнокомандувача ЗСУ